# Berezînî, Radîvîliv
Berezînî (în ucraineană Березини) este localitatea de reședință a comunei Berezînî din raionul Radîvîliv, regiunea Rivne, Ucraina.

## Demografie
Componența lingvistică a localității Berezînî
     Ucraineană (100%)
Conform recensământului din 2001, toată populația localității Berezînî era vorbitoare de ucraineană (100%).